# Pereskia sacharosa
Pereskia sacharosa är en kaktusväxtart som beskrevs av August Heinrich Rudolf Grisebach. Pereskia sacharosa ingår i släktet trädkaktusar, och familjen kaktusväxter. Inga underarter finns listade i Catalogue of Life.

## Bildgalleri

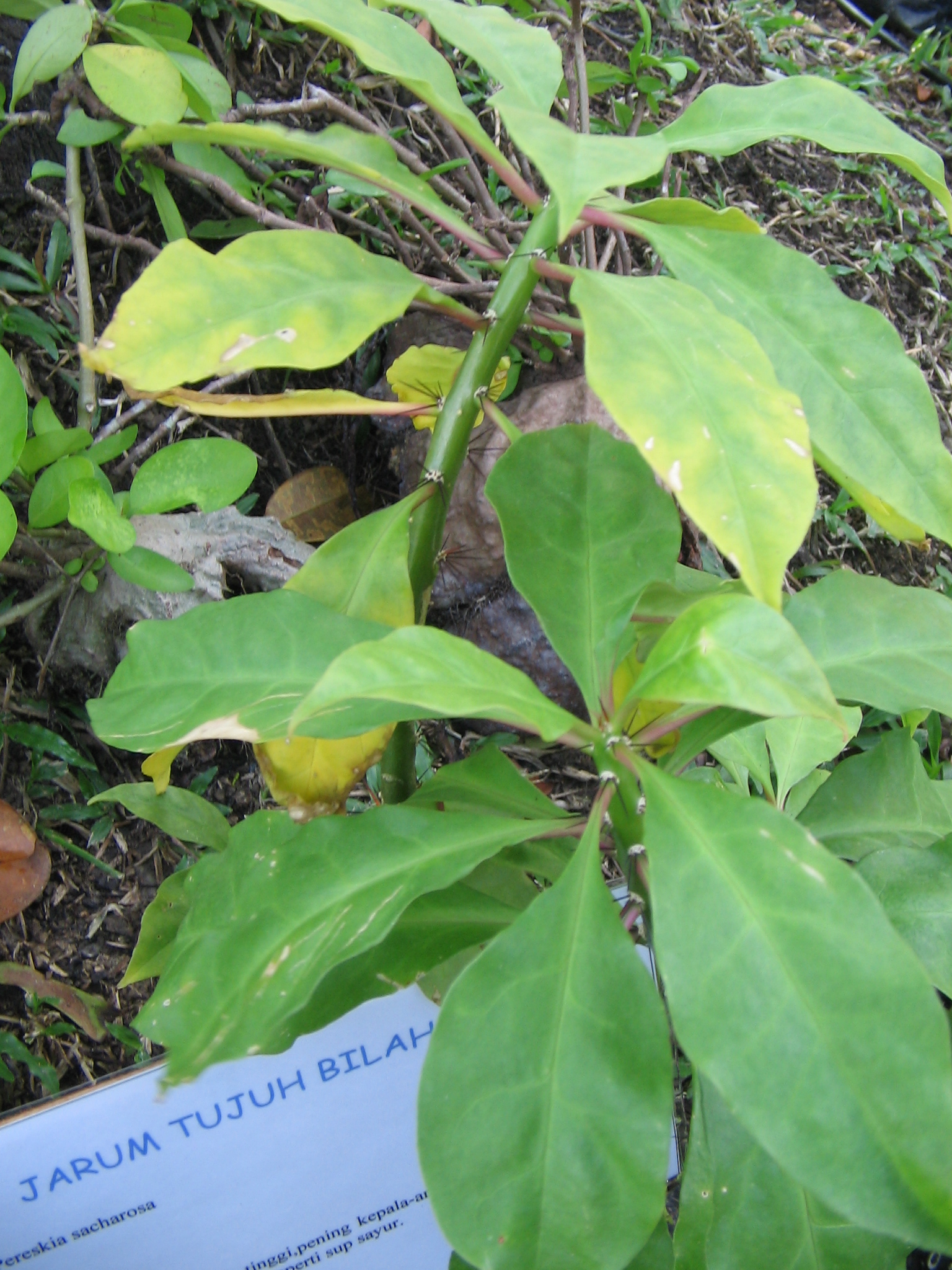
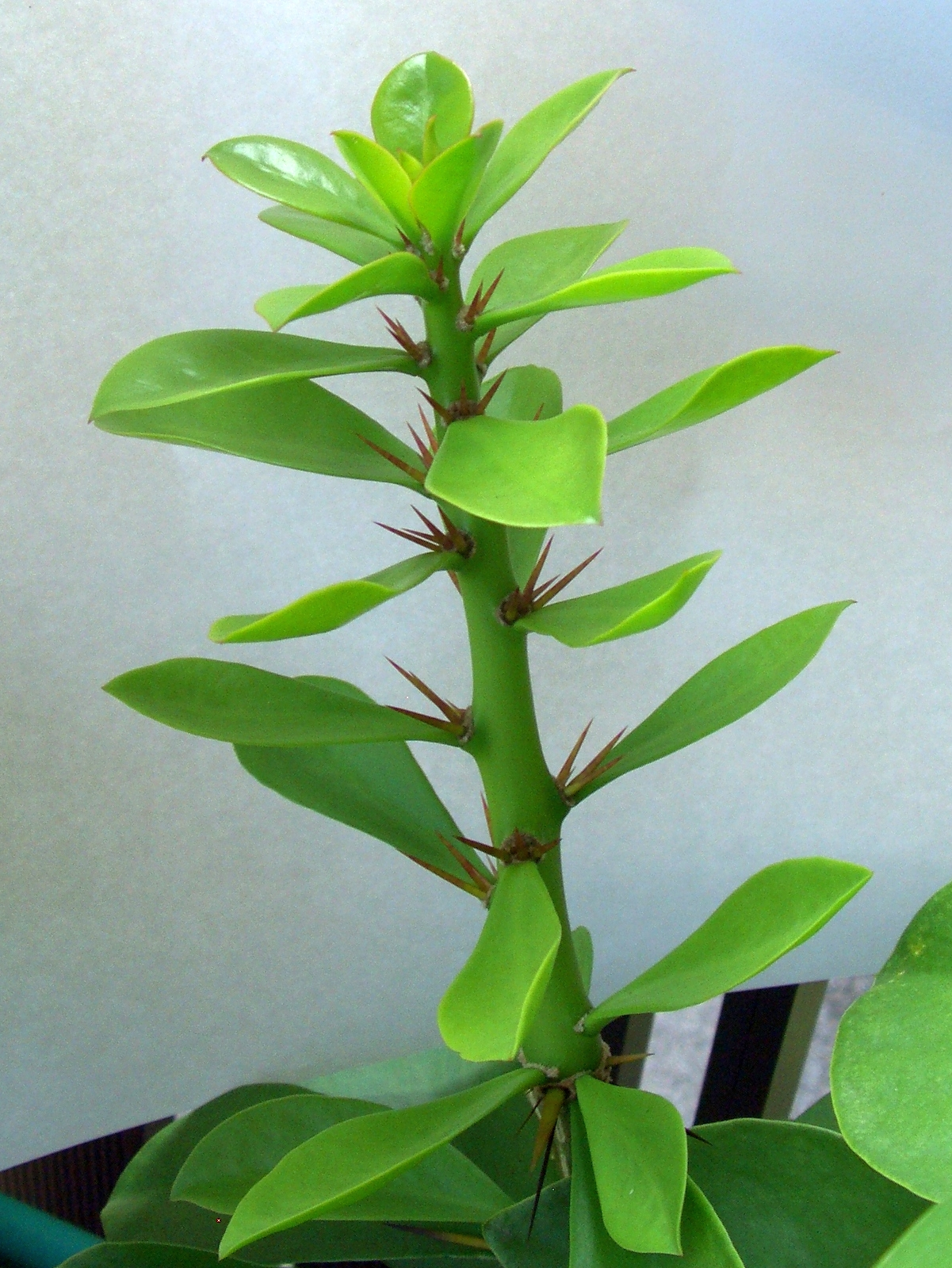
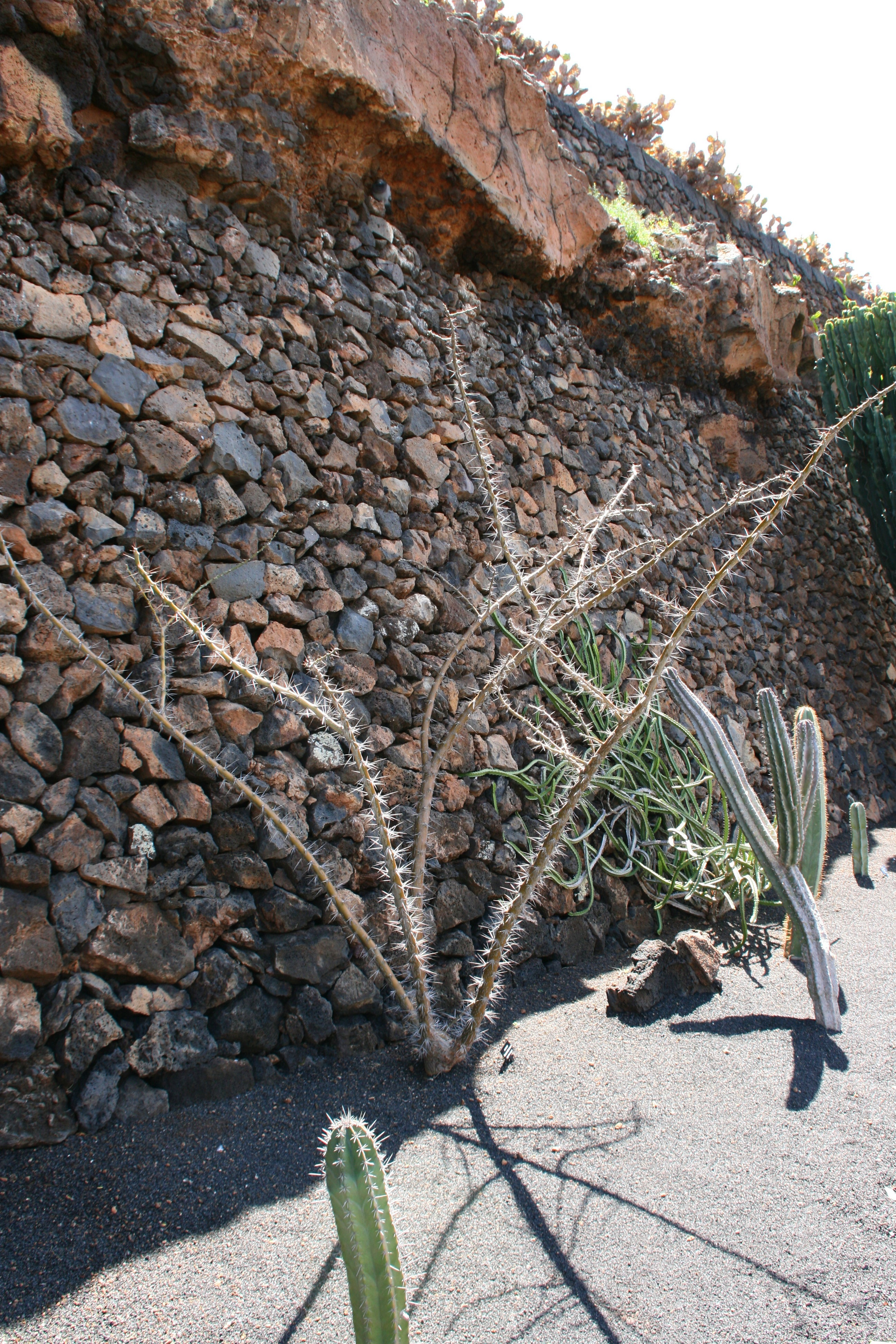
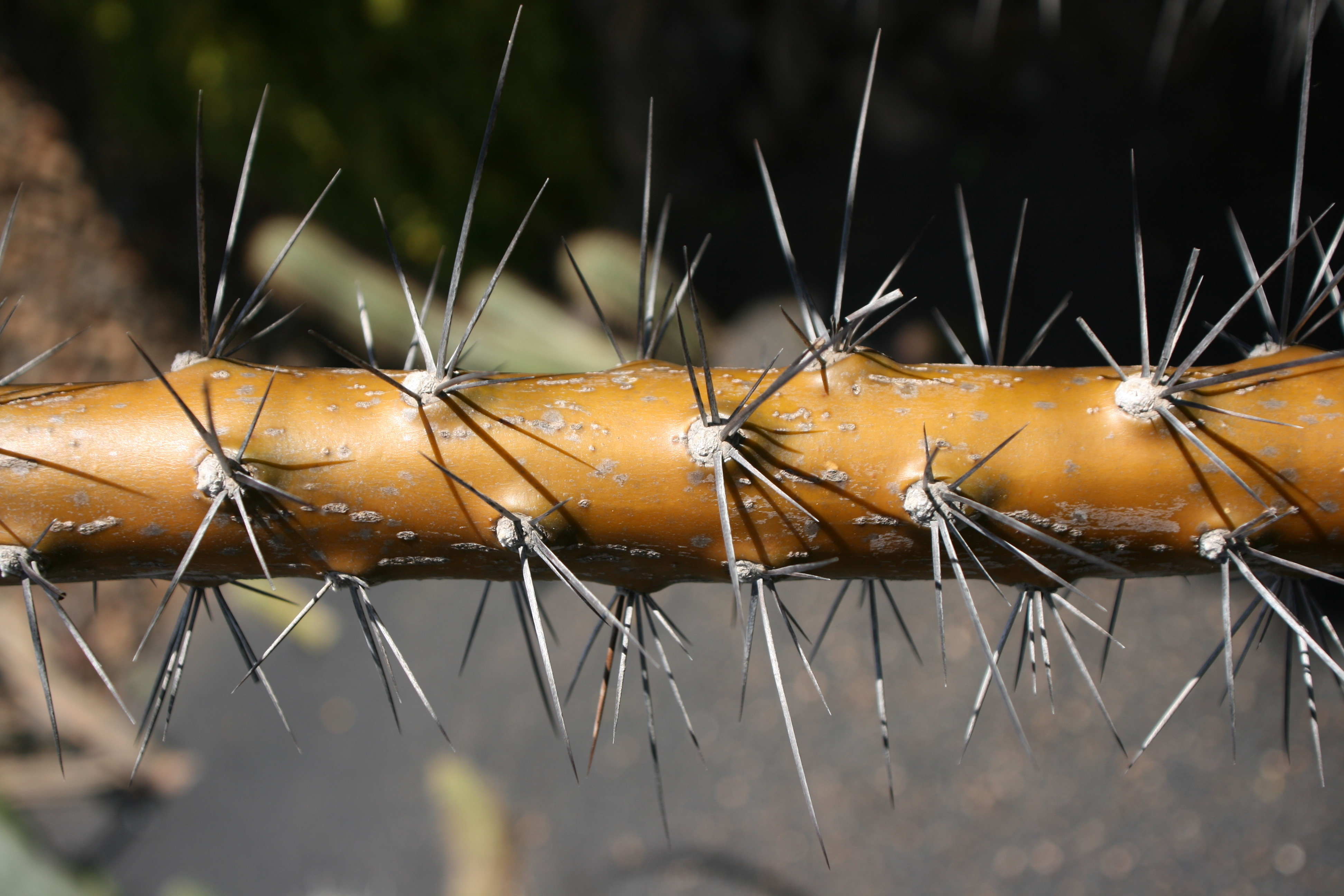
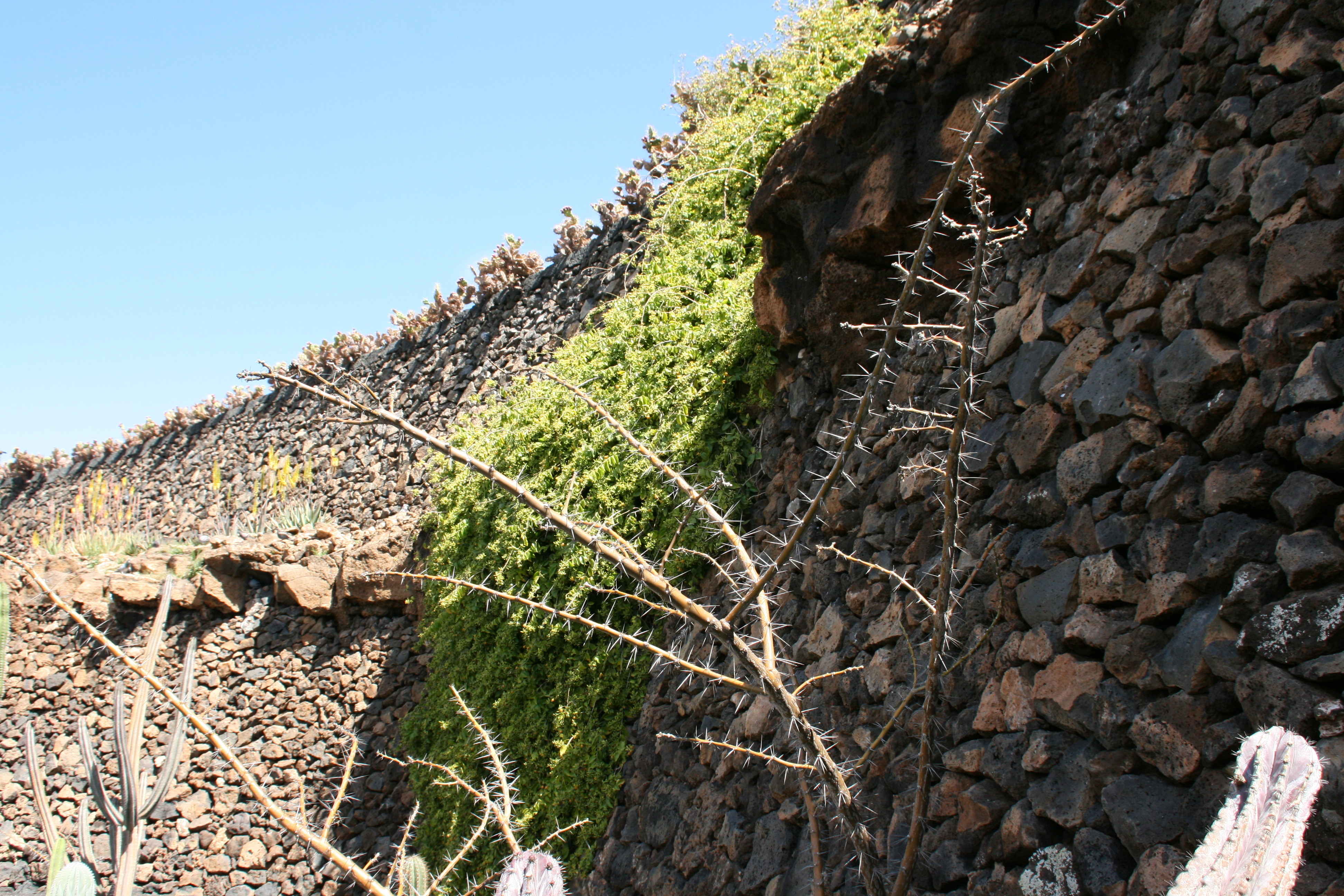
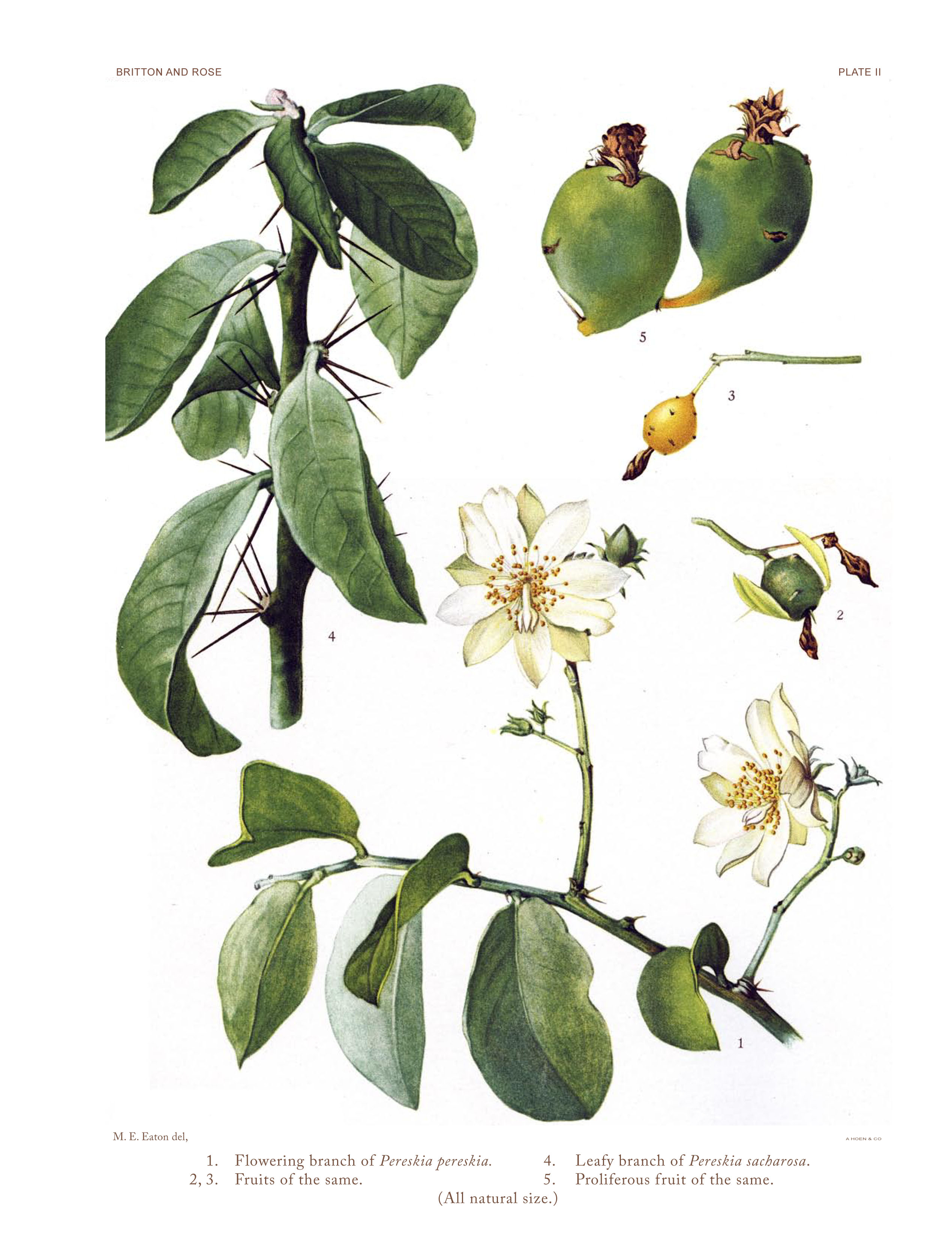